# Antoine de Prez
Pour les articles homonymes, voir Prez.
Antoine de Prez, mort le 16 mai 1464, est un ecclésiastique qui fut évêque d'Aoste de 1444 à 1464.

## Biographie
Antoine de Prez est issu de la famille de Prez, une noble famille originaire de Prez-vers-Noréaz dans le canton de Fribourg. Il est le fils de Guy, donzel de Lutry.
Antoine de Prez est nommé évêque d'Aoste le 23 octobre 1444 par le Pape Félix V  avec l'assentiment du chapitre de chanoines de la Cathédrale d'Aoste en remplacement de Jean de Prangins qui est promu archevêque titulaire de Nicée. il est désigné le 19 août 1445 dans son testament, comme héritier par son compatriote et prédécesseur sur le siège d'Aoste. 
Antoine de Prez compte parmi les évêques convoqués, à Genève, par le duc Louis Ier de Savoie, le 22 avril 1450 lorsque celui proclame l'inaliénabilité des États de Savoie. Il est ensuite qualifié de « Trésorier du Pape » et il est encore présent à Genève le 26 septembre lors du mariage de Claude de Lucinge avec Marguerite de Compey. Antoine de Prez est l'un des témoins la même année du traité de paix signé la même année entre le duc Louis de Savoie et François Sforza le duc de Milan. Il est encore le témoin d'acte ducal en 1452. Antoine de Prez est protecteur des arts et il est à l'origine du nouveau cloitre de la Cathédrale d'Aoste commencé dès 1443 par l'architecte Pierre Berger, poursuivi par son neveu et homonyme et terminé en 1460 par Marcel Gérard en 1460 et de la châsse de Grat d'Aoste en argent couvert d'or et pierreries réalisée par Guillaume de Locana et complétée par l'orfèvre flamand Jean de Malines, où il dépose lui-même les reliques du saint le 2 juillet 1458.
Antoine de Prez se démet de son évêché le 4 avril 1464 en faveur de son neveu François de Prez et il meurt peu après le 16 mai 1464.

### Sources
- Joseph-Antoine Besson, Mémoires pour l'histoire ecclésiastiques des diocèses de Genève, Tarantaise, Aoste et Maurienne, et du décanat de Savoye, Nancy, S. Henault, 1759, 506 p. (lire en ligne), p. 259-260
- (en) Catholic Hierachy.org Bishop: Antoine De Prez.
- Joseph-Marie Henry, Histoire populaire, religieuse et civile de la Vallée d'Aoste (1929), réédition en 1967